# Hoya oblongacutifolia
Hoya oblongacutifolia är en oleanderväxtart som beskrevs av Julien Noël Costantin. Hoya oblongacutifolia ingår i släktet Hoya och familjen oleanderväxter. Inga underarter finns listade i Catalogue of Life.